# 2954 Delsemme
2954 Delsemme eller 1982 BT1 är en asteroid i huvudbältet som upptäcktes den 30 januari 1982 av den amerikanske astronomen astronomen Edward L.G. Bowell vid Anderson Mesa Station. Den är uppkallad efter den belgiske astronomen Armand H. Delsemme.
Asteroiden har en diameter på ungefär 5 kilometer.